# Ловико (Сухиндол)
ФК „Ловико“ е футболен отбор от град Сухиндол, България.
Основан е през 1949 г. Наследник е на предшестващите физкултурни дружества „Вихър“, „Пирин“, „Юнак“, „Туран“, „Лозен“, „Белите орли“ и „Чардафон“. Играе домакинските си мачове на стадион „Лозен“, който е построен през 1948 г. и е с капацитет 6000 зрители.
В края на 80-те години отборът се казва Лозен, а в началото на 90-те отборът играе във В РФГ под името Сухиндол. От 1993 г. играе в Северозападната В РФГ. През 1995 г. се обособява като отделно дружество под името „Ловико“. Основен спонсор на отбора е ЛВК „Гъмза“. Треньор на отбора става Стоян Петров, а в състава играят футболисти като Гошо Георгиев – шампион на България с отбора на Етър, Христо Петров, Пламен Буюклиев, Виктор Нанков, Димитър Гюджеменов, Йордан Чолаков, Иван Курдов и др. Отборът печели купата на Аматьорската лига и два пъти е втори на Републиканското работническо първенство. По това време поп певецът Веселин Маринов също се изявява като футболист на отбора.
През 2001 г. обаче поради финансови причини отборът се отказва от участие в първенството на В група. С лиценза на „Ловико“ и с някои футболисти на отбора заиграва „Етър 1924“, който следващата година се обединява с шампиона на България за сезон 1990/91 „Етър“. „Ловико“ заиграва във А ОФГ-Велико Търново, а от 2003 г. се преименува на „Лозен“.

## Успехи
- Шестнайсетинафиналист за купата на страната през 1998/99 г.
- 2 място в Северозападната В РФГ през 1999/00 и 2000/01 г.
- 3 място в Северозападната В РФГ през 1997/98 г.
- Носител на Купата на Аматьорската футболна лига през 1995/96 г.
- Елитна областна група 1-во място 2020/21г. 2022/23г. и 2023/24г

## Известни футболисти
- Димитър Гюджеменов
- Гошо Георгиев
- Виктор Нанков
- Йордан Чолаков
- Иван Курдов
- Христо Петров
- Георги Любенов
- Венцислав Харизанов